# Joachim Oelhaf
Joachim Oelhaf (Danzig, 12 december 1570 – 20 april 1630) was een Duits arts.

## Biografie
Joachim Oelhaf, familielid van Peter Oelhaf, werd op 12 december 1570 geboren in Gdańsk. In zijn geboorteplaats studeerde hij aan de academie, het studium particulare. Nadat hij meerdere universiteiten had bezocht, verwierf hij in 1600 aan de Universiteit van Montpellier de doctorstitel. Kort daarna werd hij hoogleraar in de anatomie aan het gymnasium in Gdańsk. Later werd hij nog stadsdokter en lijfarts van Sigismund III van Polen. Op 20 april 1630 overleed Oelhaf.

## Publicaties (selectie)
- Trias problematum physiologicorum (1615)